# Senna (film)
Senna è un documentario del 2010 diretto da Asif Kapadia.

## Trama
Il film ripercorre in ordine cronologico, dal 1984 alla sua morte, la carriera del pilota brasiliano Ayrton Senna, mostrando spesso immagini inedite, molte delle quali concesse direttamente dalla famiglia Senna.

## Distribuzione
Il film è stato proiettato per la prima volta il 7 ottobre 2010 a Suzuka in occasione del Gran Premio del Giappone 2010. In Italia è stato distribuito nelle sale cinematografiche l'11 febbraio 2011, mentre il 6 aprile è uscito sui supporti DVD e Blu-ray.

## Premi e riconoscimenti
- Premi BAFTA 2012
  - Miglior documentario
  - Miglior montaggio
  - Nomination Miglior film britannico
- British Independent Film Awards 2011
  - Miglior documentario
  - Nomination Miglior film
  - Nomination Miglior contributo tecnico (per il montaggio)
- Evening Standard British Film Awards 2012
  - Miglior documentario
- London Critics Circle Film Awards 2012
  - Miglior documentario
  - Nomination Riconoscimento per il contributo tecnico (per il montaggio)
- National Board of Review Awards 2011
  - Migliori cinque documentari
- Austin Film Critics Association 2011
  - Miglior documentario
- Sundance Film Festival 2011
  - Cinema mondiale - Premio del pubblico per il documentario
- Los Angeles Film Festival 2011
  - Premio del pubblico per il miglior film internazionale
- Melbourne International Film Festival 2011
  - Miglior documentario
- Autosport Awards 2011
  - Pioneering and Innovation Award